# Kotiranje
Pod kotiranjem se podrazumeva unošenje brojnih vrednosti veličina predmeta u crtež. Kotiranje crteža izvodi se uz pomoć elemenata kotiranja. Kotni broj se uvek daje u milimetrima. Svaka mera se na crtežu kotira samo jednom, i to u izgledu, odnosno preseku koji daje jasnu predstavu o obliku predmeta na tom mestu. Samo izuzetno, i to u slučaju da crtež time postaje jasniji, opravdano je ponavljanje kota u više projekcija.
Tehničko crtanje je neophodno za prenošenje ideja u industriji i inženjerstvu. Da bi crteže učinili lakšim za razumevanje, ljudi koriste poznate simbole, perspektive, merne jedinice, sisteme notacije, vizuelne stilove i izgled stranice. Zajedno, takve konvencije čine vizuelni jezik i pomažu da se osigura da je crtež nedvosmislen i relativno lak za razumevanje. Mnogi simboli i principi tehničkog crtanja su kodifikovani u međunarodnom standardu koji se zove ISO 128.
Potreba za preciznom komunikacijom u izradi funkcionalnog dokumenta razlikuje tehnički crtež od ekspresivnog crteža vizuelnih umetnosti. Umetnički crteži se subjektivno tumače; njihova značenja su višestruko određena. Podrazumeva se da tehnički crteži imaju jedno predviđeno značenje.

## Elementi kotiranja
- kotna linija - dugačka je koliko iznosi rastojanje koje se kotira i crta se punom tankom linijom. Na krajevima kotne linije nalaze se kotne strelice koje dodiruju pomoćne kotne linije.
- kotni broj - na tehničkim crtežima označavaju mere označene u milimetrima. Kotni brojevi se ispisuju  iznad kotne linije, na sredini linije. Veličina kotnih brojeva u okviru jednog crteža treba da je ista i čitljiva (obično 3 mm). Kotni brojevi zavise od pravca kotnih linija, moraju biti tako ispisani da se čitaju sleva nadesno i odozdo naviše.
- kotna strelica - crtaju se na krajevima kotne linije i svojim vrhovima dodiruju pomoćne kotne linije. Crtaju se u pravcu kotne linije i suprotnog su smera. Krajevi kotnih strelica crtaju se uz kotnu liniju.
- pomoćna kotna linija - su produžeci nacrtanih ivica predmeta između kojih se vrši kotiranje. Crta se punom tankom linijom. Pomoćne kotne linije od vrha strelice obavezno prelaze 1 do 2 mm.

## Klasifikacija crteža
Po djelatnostima: tehnički crteži, građevinski crteži.
Zauzvrat, tehnički i građevinski crteži se mogu podijeliti prema namjeni.
Tehnički: montažni crtež, crtež sa dimenzijama, crtež za ugradnju, crtež pakovanja, itd. u skladu sa GOST 2.102-68.
Izgradnja: arhitektonska rješenja, master plan, hlađenje, interijeri itd.
Po metodi projektovanja: prvo izgradnja 3D, zatim crteži i obrnuto.
Po medijima: digitalni, papirni

## Vrste kotiranja
Kotiranje se može izvesti redno, paralelno i kombinovano. Koji će se način kotiranja primeniti zavisi od predviđene tehnologije izrade predmeta, tj. od načina merenja i kontrolisanja njegovih dimenzija.
- Redno kotiranje se sastoji od upisivanja niza pojedinačnih kota koje se nastavljaju jedna na drugu.
- Kod paralelnog kotiranja kotne linije se crtaju međusobno paralelno, a počinju od određene površine – vrednosti osnove.
- Kombinovano kotiranje predstavlja kombinaciju prethodna dva načina kotiranja i ono se najčešće upotrebljava.

Kada se kotiraju valjkasti delovi predmeta, ispred brojke treba uneti kružić precrtan kosom crtom (npr Fi 18), naročito ako to na crtežu nije očigledno. Ako je u pitanju profilisani predmet, umesto kružića može se naći mali kvadrat. Za kotiranje radijusa ispred broja može da se stavi oznaka R ili r i dr.

## Aplikacije

### Arhitektura
Umetnost i dizajn koji se koriste u izgradnji zgrada poznati su kao arhitektura. Da bi se preneli svi aspekti oblika ili dizajna, koriste se crteži detalja. U ovoj oblasti, termin plan se često koristi kada se odnosi na prikaz celog preseka ovih crteža gledano sa tri stope iznad gotovog poda kako bi se prikazale lokacije vrata, prozora, stepeništa, itd. Arhitektonski crteži opisuju i dokumentuju dizajn arhitekte.

### Inženjerstvo
Inženjerstvo može biti veoma širok pojam. Potiče od latinskog ingenerare, što znači „stvarati“. Pošto se ovo može primeniti na sve što ljudi stvaraju, data je uža definicija u kontekstu tehničkog crtanja. Inženjerski crteži se uglavnom bave mašinskim inženjeringom, kao što su proizvedeni delovi i oprema.
Inženjerski crteži se obično prave u skladu sa standardizovanim konvencijama za postavku, nomenklaturu, tumačenje, izgled (kao što su fontovi i stilovi linija), veličinu itd.
Njegova svrha je da tačno i nedvosmisleno uhvati sve geometrijske karakteristike proizvoda ili komponente. Krajnji cilj inženjerskog crteža je da prenese sve potrebne informacije koje će omogućiti proizvođaču da proizvede tu komponentu.

### Softversko inženjerstvo
Praktičari softverskog inženjeringa koriste dijagrame za dizajniranje softvera. Formalni standardi i jezici za modelovanje kao što je Unified Modeling Language (UML) postoje, ali veći deo izrade dijagrama se odvija korišćenjem neformalnih ad hoc dijagrama koji ilustruju konceptualni model.
Praktičari smatraju da izrada dijagrama pomože u analizi zahteva,‍:539 dizajnu, refaktorisanju, dokumentaciji, uključivanju, komunikaciji sa zainteresovanim stranama.‍:560 Dijagrami su često prolazni ili precrtani po potrebi. Ponovo nacrtani dijagrami mogu delovati kao oblik zajedničkog razumevanja u timu.‍:561

## Srodna polja

### Tehnička ilustracija
Tehnička ilustracija je upotreba ilustracije za vizuelno saopštavanje informacija tehničke prirode. Tehničke ilustracije mogu biti komponentni tehnički crteži ili dijagrami. Cilj tehničke ilustracije je „generisanje ekspresivnih slika koje efektivno prenose određene informacije preko vizuelnog kanala do ljudskog posmatrača“.
Glavna svrha tehničke ilustracije je da opiše ili objasni ove stavke manje ili više netehničkoj publici. Vizuelna slika treba da bude tačna u pogledu dimenzija i proporcija, i treba da pruži „ukupan utisak o tome šta objekat jeste ili radi, kako bi se povećalo interesovanje i razumevanje gledaoca“.
Prema Violi (2005), „ilustrativne tehnike su često dizajnirane na način da čak i osoba bez tehničkog razumevanja jasno razume umetničko delo. Upotreba različitih širina linija da se naglasi masa, blizina i razmera pomogla je da se napravi jednostavan linijski crtež razumljiv laiku. Unakrsno šrafiranje, iscrtavanje i druge tehnike niske apstrakcije dale su veću dubinu i dimenziju temi."

#### Crtež sa izrezom
Crtež sa izrezom je tehnička ilustracija, u kojoj se uklanja deo površine trodimenzionalnog modela kako bi se prikazao deo unutrašnjosti modela u odnosu na njegovu spoljašnjost.
Svrha isečenog crteža je da „omogući gledaocu da pogleda u inače čvrst neproziran objekat. Umesto da unutrašnji objekat bude vidljiv kroz okolnu površinu, delovi spoljašnjeg objekta se jednostavno uklanjaju. Ovo stvara vizuelni izgled kao da neko je izrezao komad objekta ili ga isekao na delove. Ilustracije sa izrezima izbegavaju dvosmislenosti u pogledu prostornog uređenja, pružaju oštar kontrast između objekata u prvom planu i pozadini i olakšavaju dobro razumevanje prostornog uređenja.”

## Literatura
- Peter J. Booker (1963). A History of Engineering Drawing. London: Northgate.
- Franz Maria Feldhaus (1963). The History of Technical Drawing.
- Wolfgang Lefèvre ed. Picturing Machines 1400–1700: How technical drawings shaped early engineering practice. MIT Press. 2004. ISBN 978-0-262-12269-6.
- M. Maitra, Gitin (2000). Practical Engineering Drawing. 4835/24, Ansari Road, Daryaganj, New Delhi - 110002: New Age International (P) Limited, Publishers. стр. 2—5; 183. ISBN 81-224-1176-2.
- French, Thomas E. (1918), A manual of engineering drawing for students and draftsmen (2nd изд.), New York, New York, USA: McGraw-Hill, LCCN 30018430. : Engineering Drawing (book)
- French, Thomas E.; Vierck, Charles J. (1953), A manual of engineering drawing for students and draftsmen (8th изд.), New York, New York, USA: McGraw-Hill, LCCN 52013455. : Engineering Drawing (book)
- Rolt, L.T.C. (1957), Isambard Kingdom Brunel: A Biography, Longmans Green, LCCN 57003475.
- Basant Agrawal and C M Agrawal (2013). Engineering Drawing.. Second Edition, McGraw Hill Education India Pvt. Ltd., New Delhi.
- Paige Davis, Karen Renee Juneau (2000). Engineering Drawing.
- David A. Madsen, Karen Schertz, (2001). Engineering Drawing & Design.. Delmar Thomson Learning.
- Cecil Howard Jensen, Jay D. Helsel, Donald D. Voisinet. Computer-aided engineering drawing using AutoCAD..
- Warren Jacob Luzadder (1959). Fundamentals of engineering drawing for technical students and professional..
- M.A. Parker, F. Pickup (1990) Engineering Drawing with Worked Examples.
- Colin H. Simmons, Dennis E. Maguire (2004). Manual of engineering drawing.. Elsevier.
- Cecil Howard Jensen (2001). Interpreting Engineering Drawings..
- B. Leighton Wellman (1948). Technical Descriptive Geometry.. McGraw-Hill Book Company, Inc.
- „The Best 3D Architecture/ BIM Software (Many are Free)”. All3DP Pro (на језику: енглески). 2019-07-16. Приступљено 2020-12-09.</ref><ref>„Vectorworks 2021 Is Here! 6 Things BIM Users Will Love”. www.engineering.com (на језику: енглески). Архивирано из оригинала 03. 11. 2020. г. Приступљено 2020-12-09.
- „What Is Parametric Design in Architecture? How Is It Shaping the Industry?”. Fusion 360 Blog (на језику: енглески). 2020-12-15. Приступљено 2021-04-13.
- „Virtual Reality Uses in Architecture and Design”. Medium (на језику: енглески). 2020-02-01. Архивирано из оригинала 08. 11. 2022. г. Приступљено 2021-04-13.
- „How Architects Are Making It Work from Home During COVID-19”. Metropolis (на језику: енглески). 2020-03-23. Приступљено 2021-04-13.

## Spoljašnje veze
- Examples of cubes drawn in different projections Архивирано на веб-сајту  (7. април 2022)
- Animated presentation of drawing systems used in technical drawing (Flash animation) Архивирано 2011-07-06 на сајту
- Design Handbook: Engineering Drawing and Sketching, by MIT OpenCourseWare